# 林一家
林一家（はやしいっか）は、神奈川県横浜市に本部を置く暴力団で、指定暴力団稲川会の二次団体。

## 来歴
黎明期の稲川会で最高幹部の地位にあった林喜一郎が創立。

## 歴代
- 初代：林喜一郎
- 二代目：高木元煕
- 三代目：宇佐美昌盛
- 四代目：金原廣志
- 五代目：松尾次郎